# Bundestagswahlkreis Köln II
Der Wahlkreis Köln II (Wahlkreis 93; bis zur Bundestagswahl 2021 Wahlkreis 94) ist ein Bundestagswahlkreis in Nordrhein-Westfalen. Er umfasst den südwestlichen Teil der kreisfreien Stadt Köln mit den Stadtteilen Altstadt-Süd und Neustadt-Süd vom Stadtbezirk 1 Innenstadt und die Stadtbezirke 2 Rodenkirchen und 3 Lindenthal.

## Wahlkreisgeschichte
| Wahl      | Wahlkreisname | Gebiet |
| --------- | ------------- | --- |
| 1949      | 8 Köln II     | Linksrheinisches Stadtgebiet südlich der Linie Aachener Straße – Innere Kanalstraße                                                          |
| 1953–1961 | 67 Köln II    | Linksrheinisches Stadtgebiet südlich der Linie Aachener Straße – Innere Kanalstraße                                                          |
| 1965–1976 | 60 Köln II    | Südwestliches Stadtgebiet mit Bayenthal, Zollstock, Klettenberg, Sülz, Lindenthal, Müngersdorf und Ehrenfeld südlich der Subbelrather Straße |
| 1980–1998 | 60 Köln II    | Stadtbezirke Rodenkirchen und Lindenthal |
| 2002–2009 | 95 Köln II    | Vom Stadtbezirk Innenstadt die Stadtteile Altstadt-Süd und Neustadt-Süd, Stadtbezirke Rodenkirchen und Lindenthal                            |
| 2013–2021 | 94 Köln II    | Vom Stadtbezirk Innenstadt die Stadtteile Altstadt-Süd und Neustadt-Süd, Stadtbezirke Rodenkirchen und Lindenthal                            |
| 2025–     | 93 Köln II    | Vom Stadtbezirk Innenstadt die Stadtteile Altstadt-Süd und Neustadt-Süd, Stadtbezirke Rodenkirchen und Lindenthal                            |

## Wahlkreisabgeordnete
| Wahl | Abgeordneter | Abgeordneter    | Partei | Stimmen in % |
| ---- | ------------ | --------------- | ------ | ------------ |
| 1949 |              | Hermann Pünder  | CDU    | 44,9         |
| 1953 | 54,5         | Hermann Pünder  | CDU    |              |
| 1957 |              | Fritz Hellwig   | CDU    | 60,6         |
| 1961 |              | Carl Hesberg    | CDU    | 50,3         |
| 1965 | 50,0         | Carl Hesberg    | CDU    |              |
| 1969 |              | Katharina Focke | SPD    | 50,9         |
| 1972 | 54,7         | Katharina Focke | SPD    |              |
| 1976 | 47,7         | Katharina Focke | SPD    |              |
| 1980 |              | Anke Fuchs      | SPD    | 44,0         |
| 1983 |              | Heribert Blens  | CDU    | 50,2         |
| 1987 | 45,2         | Heribert Blens  | CDU    |              |
| 1990 | 41,9         | Heribert Blens  | CDU    |              |
| 1994 | 43,2         | Heribert Blens  | CDU    |              |
| 1998 |              | Anke Fuchs      | SPD    | 44,5         |
| 2002 |              | Lale Akgün      | SPD    | 43,9         |
| 2005 | 43,8         | Lale Akgün      | SPD    |              |
| 2009 |              | Michael Paul    | CDU    | 34,9         |
| 2013 |              | Heribert Hirte  | CDU    | 40,0         |
| 2017 | 34,9         | Heribert Hirte  | CDU    |              |
| 2021 |              | Sven Lehmann    | GRÜNE  | 34,6         |
| 2025 | 34,1         | Sven Lehmann    | GRÜNE  |              |

## Wahlergebnisse

### Bundestagswahl 2025
| Kandidaten                                            | Kandidaten                | Parteien/Listen     | Erststimmen | Erststimmen | Zweitstimmen | Zweitstimmen |
| Kandidaten                                            | Kandidaten                | Parteien/Listen     | Stimmen     | %           | Stimmen      | %            |
| ----------------------------------------------------- | ------------------------- | ------------------- | ----------- | ----------- | ------------ | ------------ |
|                                                       | Renan Demirkan            | SPD                 | 35.124      | 16,5        | 37.916       | 17,7         |
|                                                       | Daniel Otte               | CDU                 | 59.925      | 28,1        | 53.426       | 25,0         |
|                                                       | Sven Lehmanngewählt im WK | GRÜNE               | 72.858      | 34,1        | 55.085       | 25,8         |
|                                                       | Heinz Kaspar              | FDP                 | 8.061       | 3,8         | 12.933       | 6,0          |
|                                                       | Christer Cremer           | AfD                 | 12.775      | 6,0         | 13.444       | 6,3          |
|                                                       | Lea Reisner               | DIE LINKE           | 18.454      | 8,6         | 28.762       | 13,4         |
|                                                       | —                         | Tierschutzpartei    | –           | –           | 1.448        | 0,7          |
|                                                       | —                         | Die PARTEI          | –           | –           | 986          | 0,5          |
|                                                       | —                         | dieBasis            | –           | –           | 237          | 0,1          |
|                                                       | —                         | Team Todenhöfer     | –           | –           | 215          | 0,1          |
|                                                       | Michael Joos              | FREIE WÄHLER        | 881         | 0,4         | 432          | 0,2          |
|                                                       | Klaudia Grote             | Volt                | 4.534       | 2,1         | 2.330        | 1,1          |
|                                                       | —                         | MLPD                | –           | –           | 31           | 0,0          |
|                                                       | —                         | PdF                 | –           | –           | 334          | 0,2          |
|                                                       | Michael Marx              | Bündnis Deutschland | 567         | 0,3         | 181          | 0,1          |
|                                                       | —                         | BSW                 | –           | –           | 6.017        | 2,8          |
|                                                       | —                         | MERA25              | –           | –           | 90           | 0,0          |
|                                                       | —                         | WerteUnion          | –           | –           | 54           | 0,0          |
|                                                       | Martin Przybylski         | Einzelbewerber      | 208         | 0,1         | –            | –            |
| Gesamt                                                | Gesamt                    | Gesamt              | 213.387     | 100         | 213.921      | 100          |
|                                                       |                           |                     |             |             |              |              |
| Ungültige Stimmen                                     | Ungültige Stimmen         | Ungültige Stimmen   | 1.213       | 0,6         | 679          | 0,3          |
| Wähler                                                | Wähler                    | Wähler              | 214.600     | 88,0        | 214.600      | 88,0         |
| Wahlberechtigte                                       | Wahlberechtigte           | Wahlberechtigte     | 243.912     |             | 243.912      |              |
|                                                       |                           |                     |             |             |              |              |
| Quellen: Die Bundeswahlleiterin, Kandidaten – Stimmen |                           |                     |             |             |              |              |

### Bundestagswahl 2021
| Kandidaten                                            | Kandidaten                | Parteien/Listen      | Erststimmen | Erststimmen | Zweitstimmen | Zweitstimmen |
| Kandidaten                                            | Kandidaten                | Parteien/Listen      | Stimmen     | %           | Stimmen      | %            |
| ----------------------------------------------------- | ------------------------- | -------------------- | ----------- | ----------- | ------------ | ------------ |
|                                                       | Sandra von Möller         | CDU                  | 50.918      | 25,0        | 41.834       | 20,5         |
|                                                       | Marion Sollbach           | SPD                  | 40.103      | 19,7        | 43.193       | 21,1         |
|                                                       | Joachim Krämer            | FDP                  | 16.950      | 8,3         | 26.470       | 13,0         |
|                                                       | Luca Leitterstorf         | AfD                  | 5.587       | 2,7         | 5.891        | 2,9          |
|                                                       | Sven Lehmanngewählt im WK | GRÜNE                | 70.658      | 34,6        | 65.240       | 31,9         |
|                                                       | Matthias W. Birkwald      | DIE LINKE            | 8.771       | 4,3         | 10.399       | 5,1          |
|                                                       | Judit Geczi               | Die PARTEI           | 3.312       | 1,6         | 1.898        | 0,9          |
|                                                       | –                         | Tierschutzpartei     | –           | –           | 1.646        | 0,8          |
|                                                       | –                         | PIRATEN              | –           | –           | 558          | 0,3          |
|                                                       | Torsten Ilg               | FREIE WÄHLER         | 1.369       | 0,7         | 792          | 0,4          |
|                                                       | –                         | NPD                  | –           | –           | 53           | 0,0          |
|                                                       | –                         | ÖDP                  | –           | –           | 159          | 0,1          |
|                                                       | –                         | V-Partei³            | –           | –           | 165          | 0,1          |
|                                                       | –                         | Gesundheitsforschung | –           | –           | 127          | 0,1          |
|                                                       | Mahdi Rezai               | MLPD                 | 117         | 0,1         | 31           | 0,0          |
|                                                       | –                         | Die Humanisten       | –           | –           | 182          | 0,1          |
|                                                       | Walter Stehling           | DKP                  | 82          | 0,0         | 36           | 0,0          |
|                                                       | –                         | SGP                  | –           | –           | 12           | 0,0          |
|                                                       | Markus Hoffleit           | dieBasis             | 2.005       | 1,0         | 1.773        | 0,9          |
|                                                       | –                         | Bündnis C            | –           | –           | 83           | 0,0          |
|                                                       | –                         | du.                  | –           | –           | 104          | 0,1          |
|                                                       | –                         | LIEBE                | –           | –           | 110          | 0,1          |
|                                                       | –                         | LKR                  | –           | –           | 39           | 0,0          |
|                                                       | –                         | PdF                  | –           | –           | 64           | 0,0          |
|                                                       | –                         | LfK                  | –           | –           | 102          | 0,0          |
|                                                       | –                         | Team Todenhöfer      | –           | –           | 1.049        | 0,5          |
|                                                       | Olivier Fuchs             | Volt                 | 4.111       | 2,0         | 2.323        | 1,1          |
| Gesamt                                                | Gesamt                    | Gesamt               | 203.983     | 100         | 204.333      | 100          |
|                                                       |                           |                      |             |             |              |              |
| Ungültige Stimmen                                     | Ungültige Stimmen         | Ungültige Stimmen    | 972         | 0,5         | 622          | 0,3          |
| Wähler                                                | Wähler                    | Wähler               | 204.955     | 84,5        | 204.955      | 84,5         |
| Wahlberechtigte                                       | Wahlberechtigte           | Wahlberechtigte      | 242.483     |             | 242.483      |              |
|                                                       |                           |                      |             |             |              |              |
| Quellen: Die Bundeswahlleiterin, Kandidaten – Stimmen |                           |                      |             |             |              |              |

### Bundestagswahl 2017
| Gegenstand der Nachweisung | Gegenstand der Nachweisung | Erst- stimmen | Erst- stimmen | Zweit- stimmen | Zweit- stimmen |
| Bewerber                   | Partei                     | Anzahl        | %             | Anzahl         | %              |
| -------------------------- | -------------------------- | ------------- | ------------- | -------------- | -------------- |
| Wahlberechtigte            | Wahlberechtigte            | 240.982       | 100,0         | 240.982        | 100,0          |
| Wähler                     | Wähler                     | 197.979       | 82,2          | 197.979        | 82,2           |
| Ungültige Stimmen          | Ungültige Stimmen          | 1.220         | 0,6           | 901            | 0,5            |
| Gültige Stimmen            | Gültige Stimmen            | 196.759       | 99,4          | 197.078        | 99,5           |
| davon                      |                            |               |               |                |                |
| Heribert Hirte             | CDU                        | 68.654        | 34,9          | 56.165         | 28,5           |
| Elfi Scho-Antwerpes        | SPD                        | 52.881        | 26,9          | 38.485         | 19,5           |
| Sven Lehmann               | Bündnis 90/Die Grünen      | 28.716        | 14,9          | 30.630         | 15,5           |
| Matthias W. Birkwald       | Die Linke                  | 15.704        | 8,0           | 21.100         | 10,7           |
| Annette Wittmütz-Heublein  | FDP                        | 17.816        | 9,1           | 33.760         | 17,1           |
| Jochen Haug                | AfD                        | 9.057         | 4,6           | 9.964          | 5,1            |
|                            | Piraten                    | –             | –             | 633            | 0,3            |
|                            | NPD                        | –             | –             | 107            | 0,1            |
| Ingo Trapphagen            | Die PARTEI                 | 3.689         | 1,9           | 2.323          | 1,2            |
|                            | FREIE WÄHLER               | –             | –             | 368            | 0,2            |
|                            | Volksabstimmung            | –             | –             | 97             | 0,0            |
|                            | ÖDP                        | –             | –             | 234            | 0,1            |
| Mahdi Rezai                | MLPD                       | 242           | 0,1           | 86             | 0,0            |
|                            | SGP                        | –             | –             | 12             | 0,0            |
|                            | AD-Demokraten              | –             | –             | 350            | 0,2            |
|                            | BGE                        | –             | –             | 332            | 0,2            |
|                            | DiB                        | –             | –             | 582            | 0,3            |
|                            | DKP                        | –             | –             | 38             | 0,0            |
|                            | DM                         | –             | –             | 154            | 0,1            |
|                            | Die Humanisten             | –             | –             | 189            | 0,1            |
|                            | Gesundheitsforschung       | –             | –             | 105            | 0,1            |
|                            | Tierschutzpartei           | –             | –             | 1.072          | 0,5            |
|                            | V-Partei³                  | –             | –             | 292            | 0,1            |

### Bundestagswahl 2013
| Gegenstand der Nachweisung | Gegenstand der Nachweisung | Erst- stimmen | Erst- stimmen | Zweit- stimmen | Zweit- stimmen |
| Bewerber                   | Partei                     | Anzahl        | %             | Anzahl         | %              |
| -------------------------- | -------------------------- | ------------- | ------------- | -------------- | -------------- |
| Wahlberechtigte            | Wahlberechtigte            | 233.118       | 100,0         | 233.118        | 100,0          |
| Wähler                     | Wähler                     | 184.162       | 79,0          | 184.162        | 79,0           |
| Ungültige Stimmen          | Ungültige Stimmen          | 1.478         | 0,8           | 1.143          | 0,6            |
| Gültige Stimmen            | Gültige Stimmen            | 182.684       | 100,0         | 183.019        | 100,0          |
| davon                      |                            |               |               |                |                |
| Heribert Hirte             | CDU                        | 73.011        | 40,0          | 64.909         | 35,5           |
| Elfi Scho-Antwerpes        | SPD                        | 59.975        | 32,8          | 48.190         | 26,3           |
| Hans Stein                 | FDP                        | 4.762         | 2,6           | 14.871         | 8,1            |
| Volker Beck                | GRÜNE                      | 26.426        | 14,5          | 28.642         | 15,6           |
| Matthias W. Birkwald       | DIE LINKE                  | 9.521         | 5,2           | 12.689         | 6,9            |
| Andreas Gärtner            | PIRATEN                    | 3.677         | 2,0           | 4.072          | 2,2            |
| Thorsten Peter März        | NPD                        | 783           | 0,4           | 596            | 0,3            |
|                            | REP                        | –             | –             | 103            | 0,1            |
|                            | Bündnis 21/RRP             | –             | –             | 53             | 0,0            |
|                            | Volksabstimmung            | –             | –             | 213            | 0,1            |
|                            | ÖDP                        | –             | –             | 328            | 0,2            |
|                            | MLPD                       | –             | –             | 43             | 0,0            |
| Johannes David Themba Faku | BüSo                       | 107           | 0,1           | 38             | 0,0            |
|                            | PSG                        | –             | –             | 37             | 0,0            |
| Stephan Boyens             | AfD                        | 3.839         | 2,1           | 5.955          | 3,3            |
|                            | BIG                        | –             | –             | 132            | 0,1            |
|                            | pro Deutschland            | –             | –             | 245            | 0,1            |
|                            | DIE RECHTE                 | –             | –             | 10             | 0,0            |
| Joachim Orth               | FREIE WÄHLER               | 583           | 0,3           | 403            | 0,2            |
|                            | Nichtwähler                | –             | –             | 364            | 0,2            |
|                            | PDV                        | –             | –             | 96             | 0,1            |
|                            | Die PARTEI                 | –             | –             | 1.030          | 0,6            |

### Bundestagswahl 2009
| Gegenstand der Nachweisung | Gegenstand der Nachweisung | Erst- stimmen | Erst- stimmen | Zweit- stimmen | Zweit- stimmen |
| Bewerber                   | Partei                     | Anzahl        | %             | Anzahl         | %              |
| -------------------------- | -------------------------- | ------------- | ------------- | -------------- | -------------- |
| Wahlberechtigte            | Wahlberechtigte            | 224.430       | 100,0         | 224.430        | 100,0          |
| Wähler                     | Wähler                     | 172.562       | 76,9          | 172.562        | 76,9           |
| Ungültige Stimmen          | Ungültige Stimmen          | 1.350         | 0,8           | 1.006          | 0,6            |
| Gültige Stimmen            | Gültige Stimmen            | 171.212       | 100,0         | 171.556        | 100,0          |
| davon                      |                            |               |               |                |                |
| Lale Akgün                 | SPD                        | 55.471        | 32,4          | 37.665         | 22,0           |
| Michael Paul               | CDU                        | 59.710        | 34,9          | 48.545         | 28,3           |
| Werner Hoyer               | FDP                        | 18.455        | 10,8          | 32.663         | 19,0           |
| Volker Beck                | GRÜNE                      | 26.614        | 15,5          | 34.040         | 19,8           |
| Matthias W. Birkwald       | DIE LINKE                  | 9.550         | 5,6           | 12.138         | 7,1            |
| Erwine Lehming             | NPD                        | 1.131         | 0,7           | 809            | 0,5            |
|                            | Die Tierschutzpartei       | –             | –             | 755            | 0,4            |
|                            | FAMILIE                    | –             | –             | 337            | 0,2            |
|                            | REP                        | –             | –             | 227            | 0,1            |
|                            | Volksabstimmung            | –             | –             | 129            | 0,1            |
| Gottfried Schweizer        | MLPD                       | 281           | 0,2           | 41             | 0,0            |
|                            | PSG                        | –             | –             | 28             | 0,0            |
|                            | ZENTRUM                    | –             | –             | 67             | 0,0            |
|                            | BüSo                       | –             | –             | 27             | 0,0            |
|                            | DVU                        | –             | –             | 48             | 0,0            |
|                            | ödp                        | –             | –             | 252            | 0,1            |
|                            | PIRATEN                    | –             | –             | 3.237          | 1,9            |
|                            | RRP                        | –             | –             | 207            | 0,1            |
|                            | RENTNER                    | –             | –             | 341            | 0,2            |

### Bundestagswahl 2005
| Gegenstand der Nachweisung | Gegenstand der Nachweisung | Erst- stimmen | Erst- stimmen | Zweit- stimmen | Zweit- stimmen |
| Bewerber                   | Partei                     | Anzahl        | %             | Anzahl         | %              |
| -------------------------- | -------------------------- | ------------- | ------------- | -------------- | -------------- |
| Wahlberechtigte            | Wahlberechtigte            | 215.119       | 100,0         | 215.119        | 100,0          |
| Wähler                     | Wähler                     | 173.952       | 80,9          | 173.952        | 80,9           |
| Ungültige Stimmen          | Ungültige Stimmen          | 965           | 0,6           | 491            | 0,3            |
| Gültige Stimmen            | Gültige Stimmen            | 172.987       | 100,0         | 173.461        | 100,0          |
| davon                      |                            |               |               |                |                |
| Lale Akgün                 | SPD                        | 75.703        | 43,8          | 57.525         | 33,2           |
| Rolf Bietmann              | CDU                        | 59.855        | 34,6          | 50.944         | 29,4           |
| Werner Hoyer               | FDP                        | 13.225        | 7,6           | 24.935         | 14,4           |
| Volker Beck                | GRÜNE                      | 17.238        | 10,0          | 28.785         | 16,6           |
| Matthias W. Birkwald       | Die Linke.                 | 6.079         | 3,5           | 8.338          | 4,8            |
|                            | REP                        | –             | –             | 247            | 0,1            |
|                            | Die Tierschutzpartei       | –             | –             | 590            | 0,3            |
| Alexander Klein            | NPD                        | 887           | 0,5           | 601            | 0,3            |
|                            | FAMILIE                    | –             | –             | 312            | 0,2            |
|                            | GRAUE                      | –             | –             | 799            | 0,5            |
|                            | PBC                        | –             | –             | 87             | 0,1            |
|                            | ZENTRUM                    | –             | –             | 43             | 0,0            |
|                            | BüSo                       | –             | –             | 45             | 0,0            |
|                            | Deutschland                | –             | –             | 105            | 0,1            |
|                            | MLPD                       | –             | –             | 44             | 0,0            |
|                            | PSG                        | –             | –             | 61             | 0,0            |

### Bundestagswahl 2002
| Gegenstand der Nachweisung | Gegenstand der Nachweisung | Erst- stimmen | Erst- stimmen | Zweit- stimmen | Zweit- stimmen |
| Bewerber                   | Partei                     | Anzahl        | %             | Anzahl         | %              |
| -------------------------- | -------------------------- | ------------- | ------------- | -------------- | -------------- |
| Wahlberechtigte            | Wahlberechtigte            | 206.490       | 100,0         | 206.490        | 100,0          |
| Wähler                     | Wähler                     | 167.745       | 81,2          | 167.745        | 81,2           |
| Ungültige Stimmen          | Ungültige Stimmen          | 693           | 0,4           | 426            | 0,3            |
| Gültige Stimmen            | Gültige Stimmen            | 167.052       | 100,0         | 167.319        | 100,0          |
| davon                      |                            |               |               |                |                |
| Lale Akgün                 | SPD                        | 73.338        | 43,9          | 60.748         | 36,3           |
| Egbert Bischoff            | CDU                        | 57.095        | 34,2          | 51.363         | 30,7           |
| Werner Hoyer               | FDP                        | 12.241        | 7,3           | 17.963         | 10,7           |
| Volker Beck                | GRÜNE                      | 20.417        | 12,2          | 31.921         | 19,1           |
| Matthias W. Birkwald       | PDS                        | 2.110         | 1,3           | 2.976          | 1,8            |
|                            | REP                        | –             | –             | 296            | 0,2            |
| Silke Neuloh               | GRAUE                      | 885           | 0,5           | 401            | 0,2            |
|                            | Die Tierschutzpartei       | –             | –             | 404            | 0,2            |
|                            | FAMILIE                    | –             | –             | 139            | 0,1            |
|                            | NPD                        | –             | –             | 201            | 0,1            |
|                            | PBC                        | –             | –             | 100            | 0,1            |
|                            | ödp                        | –             | –             | 69             | 0,0            |
|                            | CM                         | –             | –             | 39             | 0,0            |
|                            | DIE FRAUEN                 | –             | –             | 100            | 0,1            |
|                            | BüSo                       | –             | –             | 14             | 0,0            |
|                            | Die Violetten              | –             | –             | 36             | 0,0            |
|                            | ZENTRUM                    | –             | –             | 27             | 0,0            |
|                            | HP                         | –             | –             | 19             | 0,0            |
| Heinz Karl Becker          | Schill                     | 623           | 0,4           | 503            | 0,3            |
| Georg Krautz               | Einzelbewerber             | 343           | 0,2           | –              | –              |

### Bundestagswahl 1998
| Gegenstand der Nachweisung | Gegenstand der Nachweisung | Erst- stimmen | Erst- stimmen | Zweit- stimmen | Zweit- stimmen |
| Bewerber                   | Partei                     | Anzahl        | %             | Anzahl         | %              |
| -------------------------- | -------------------------- | ------------- | ------------- | -------------- | -------------- |
| Wahlberechtigte            | Wahlberechtigte            | 161.360       | 100,0         | 161.360        | 100,0          |
| Wähler                     | Wähler                     | 136.887       | 84,8          | 136.887        | 84,8           |
| Ungültige Stimmen          | Ungültige Stimmen          | 1.261         | 0,9           | 903            | 0,7            |
| Gültige Stimmen            | Gültige Stimmen            | 135.626       | 100,0         | 135.984        | 100,0          |
| davon                      |                            |               |               |                |                |
| Anke Fuchs                 | SPD                        | 60.324        | 44,5          | 50.440         | 37,1           |
| Heribert Blens             | CDU                        | 56.456        | 41,6          | 46.574         | 34,2           |
| Werner Hoyer               | F.D.P.                     | 5.337         | 3,9           | 15.790         | 11,6           |
| Albert Liebig              | GRÜNE                      | 10.094        | 7,4           | 17.285         | 12,7           |
| Gerhard Jagusch            | PDS                        | 1.054         | 0,8           | 1.834          | 1,3            |
|                            | Deutschland                | –             | –             | 45             | 0,0            |
|                            | APPD                       | –             | –             | 65             | 0,0            |
|                            | BüSo                       | –             | –             | 9              | 0,0            |
| Franz-Josef Broicher       | BFB – Die Offensive        | 430           | 0,3           | 133            | 0,1            |
|                            | Chance 2000                | –             | –             | 121            | 0,1            |
|                            | CM                         | –             | –             | 44             | 0,0            |
|                            | DVU                        | –             | –             | 847            | 0,6            |
| Norbert Helling            | GRAUE                      | 689           | 0,5           | 513            | 0,4            |
| Jürgen Heydrich            | REP                        | 1.242         | 0,9           | 789            | 0,6            |
|                            | FAMILIE                    | –             | –             | 134            | 0,1            |
|                            | DIE FRAUEN                 | –             | –             | 78             | 0,1            |
|                            | Pro DM                     | –             | –             | 470            | 0,3            |
|                            | MLPD                       | –             | –             | 11             | 0,0            |
|                            | Tierschutz                 | –             | –             | 338            | 0,2            |
|                            | NPD                        | –             | –             | 94             | 0,1            |
|                            | NATURGESETZ                | –             | –             | 41             | 0,0            |
|                            | ödp                        | –             | –             | 64             | 0,0            |
|                            | PBC                        | –             | –             | 93             | 0,1            |
|                            | Nichtwähler                | –             | –             | 154            | 0,1            |
|                            | PSG                        | –             | –             | 18             | 0,0            |

### Bundestagswahl 1994
| Gegenstand der Nachweisung | Gegenstand der Nachweisung | Erst- stimmen | Erst- stimmen | Zweit- stimmen | Zweit- stimmen |
| Bewerber                   | Partei                     | Anzahl        | %             | Anzahl         | %              |
| -------------------------- | -------------------------- | ------------- | ------------- | -------------- | -------------- |
| Wahlberechtigte            | Wahlberechtigte            | 161.237       | 100,0         | 161.237        | 100,0          |
| Wähler                     | Wähler                     | 132.984       | 82,5          | 132.984        | 82,5           |
| Ungültige Stimmen          | Ungültige Stimmen          | 1.802         | 1,4           | 1.534          | 1,2            |
| Gültige Stimmen            | Gültige Stimmen            | 131.182       | 100,0         | 131.450        | 100,0          |
| davon                      |                            |               |               |                |                |
| Anke Fuchs                 | SPD                        | 52.846        | 40,3          | 45.337         | 34,5           |
| Heribert Blens             | CDU                        | 56.637        | 43,2          | 47.218         | 35,9           |
| Werner Hoyer               | F.D.P.                     | 6.123         | 4,7           | 17.242         | 13,1           |
| Jörg Frank                 | GRÜNE                      | 12.176        | 9,3           | 16.712         | 12,7           |
| Jürgen Heydrich            | REP                        | 1.345         | 1,0           | 1.362          | 1,0            |
| Heike Krause               | PDS                        | 1.145         | 0,9           | 1.838          | 1,4            |
|                            | Solidarität                | –             | –             | 15             | 0,0            |
|                            | BSA                        | –             | –             | 10             | 0,0            |
|                            | CM                         | –             | –             | 47             | 0,0            |
|                            | ZENTRUM                    | –             | –             | 30             | 0,0            |
| Erika Geisler              | DIE GRAUEN                 | 910           | 0,7           | 780            | 0,6            |
|                            | NATURGESETZ                | –             | –             | 98             | 0,1            |
|                            | MLPD                       | –             | –             | 11             | 0,0            |
|                            | Die Tierschutzpartei       | –             | –             | 371            | 0,3            |
|                            | ÖDP                        | –             | –             | 146            | 0,1            |
|                            | PBC                        | –             | –             | 65             | 0,0            |
|                            | STATT Partei               | –             | –             | 168            | 0,1            |

### Bundestagswahl 1990
| Gegenstand der Nachweisung | Gegenstand der Nachweisung | Erst- stimmen | Erst- stimmen | Zweit- stimmen | Zweit- stimmen |
| Bewerber                   | Partei                     | Anzahl        | %             | Anzahl         | %              |
| -------------------------- | -------------------------- | ------------- | ------------- | -------------- | -------------- |
| Wahlberechtigte            | Wahlberechtigte            | 163.060       | 100,0         | 163.060        | 100,0          |
| Wähler                     | Wähler                     | 130.300       | 79,9          | 130.300        | 79,9           |
| Ungültige Stimmen          | Ungültige Stimmen          | 1.064         | 0,8           | 912            | 0,7            |
| Gültige Stimmen            | Gültige Stimmen            | 129.236       | 100,0         | 129.388        | 100,0          |
| davon                      |                            |               |               |                |                |
| Anke Fuchs                 | SPD                        | 51.213        | 39,6          | 46.263         | 35,8           |
| Heribert Blens             | CDU                        | 54.133        | 41,9          | 47.946         | 37,1           |
| Werner Hoyer               | F.D.P.                     | 12.471        | 9,6           | 22.816         | 17,6           |
| Claudia Pinl               | GRÜNE                      | 8.463         | 6,5           | 8.520          | 6,6            |
|                            | CM                         | –             | –             | 110            | 0,1            |
| Martha Wolf                | DIE GRAUEN                 | 1.890         | 1,5           | 1.380          | 1,1            |
|                            | REP                        | –             | –             | 1.024          | 0,8            |
|                            | FRAUEN                     | –             | –             | 142            | 0,1            |
| Berthold Lehneck           | NPD                        | 664           | 0,5           | 288            | 0,2            |
| Stephan von Wahl           | ÖDP                        | 402           | 0,3           | 259            | 0,2            |
|                            | PDS                        | –             | –             | 593            | 0,5            |
|                            | Patrioten                  | –             | –             | 10             | 0,0            |
|                            | VAA                        | –             | –             | 37             | 0,0            |